# Kanitz Ágoston
Kanitz Ágoston vagy gyakran Kanitz Ágost (Lugos, 1843. április 25. – Kolozsvár, 1896. július 12.) botanikus. Jelentős érdemeket szerzett a korabeli Magyarország, valamint Délkelet-Európa területén végzett florisztikai kutatásaival és botanikai leírásaival. A Kolozsvári Tudományegyetem első növénytantanára, az első magyar nyelvű botanikai szaklap alapítója és szerkesztője volt. 1880-tól a Magyar Tudományos Akadémia tagja. Botanikai szakmunkákban nevének rövidítése: „Kanitz”.

## Élete
Apja, a tehetős óbudai zsidó családból származó Kanitz Simon (megh. 1883) gyakran költöző körorvos volt. Többek között a botanikus Heuffel János is páciensei közé tartozott, akitől több növénytani közleményt és preparátumot kapott, így a gyermek Kanitz már korán betekintést nyerhetett a növénytan rejtelmeibe. Középiskolai tanulmányait a nagykőrösi, majd a temesvári gimnáziumban végezte. 1861-től a bécsi tudományegyetem orvoskarán hallgatott növénytant, ahol August Neilreich ösztönzésére hozzáfogott egy magyar botanikatörténet megírásához, és összeállította egy magyarországi flórakutatás tervezetét. 1864-es szlavóniai botanikai gyűjtőútját követően 1867-ben részt vett a Párizsban megrendezett nemzetközi növénytani kongresszuson mint a rendezvény titkára, majd Brüsszel, Leiden, Utrecht és Frankfurt botanikai intézményeiben végzett tanulmányokat. 1869-től egy tanéven át a Magyaróvári Magyar Királyi Gazdasági Felsőbb Tanintézetben tanított természetrajzot – magyar nyelven elsőként az országban. 1870-től közel két éven át állami ösztöndíjjal növényrendszertani és növényélettani tanulmányutat tett Európában, amelynek során bejárta Olaszország, Németország, Hollandia és Anglia botanikával foglalkozó tudományos műhelyeit.
1872-től az akkor alapított kolozsvári egyetem rendes tanára, a növénytani tanszék vezetője lett, s nevéhez fűződik az egyetemi botanikus kert, valamint az Erdélyi Múzeum-Egylet herbáriumának tudományos igényű rendezése is. 1877-ben Paul Ascherson német botanikus társaságában hosszabb vegetációkutatást végzett a Balkán-félsziget nyugati és északi területein, bejárták az akkori Romániát, Szerbiát, Boszniát, Hercegovinát, Montenegrót és Albániát. Haláláig a kolozsvári egyetemen tanított, amelynek az 1887/1888-as tanévben rektora is volt. Három alkalommal volt a matematika-természettudományi kar dékánja (1876/1877, 1881/1882, 1895/1896).
Végzetes szívszélhűdés végzett Kanitz Ágosttal, akit római katolikus szertartás szerint a Házsongárdi temetőben helyeztek örök nyugalomra.

## Munkássága
Jelentős eredményeket ért el a magyarországi flóra kutatásában és leírásában (florisztika), a Duna–Tisza közéről ő készítette az első alapos botanikai leírást. Számottevő érdemeket szerzett az 1877–1880 közötti, Széchenyi Béla szervezte távol-keleti expedíció során id. Lóczy Lajos gyűjtötte növények meghatározásával, akadémiai székfoglalóját is e tárgyban tartotta (Gróf Széchenyi Béla közép-ázsiai expeditiójának növénytani eredményeiről). Tudománytörténeti munkássága is jelentős: kisebb közlemények és két nagyobb lélegzetű botanikatörténeti áttekintés mellett Heuffel János (J. Heuffelii fragmenta monographine caricum in regnis Hungariae, Linz, 1862) és Kitaibel Pál hátrahagyott kézirataiból is közölt szemelvényeket (Reliquiae Kitaibelianae, Wien, 1883; Additamenta ad floram hungaricam, Halle, 1863). 1877–1892 között szerkesztette az általa indított első magyar nyelvű botanikai szakfolyóiratot, a Magyar Növénytani Lapokat, emellett „Gazdasági növénytan” címen rovatot vezetett a Köztelek című lapban. Több mint négyszáz oldalasra rúgó általános növénytani áttekintése kéziratban maradt.
Tudományos eredményei elismeréseként 1872-ben a római Accademia dei Lincei, 1880-ban a Magyar Tudományos Akadémia, 1882-ben pedig a Román Akadémia levelező tagjává választották, s megkapta a román királyi Koronarend lovagkeresztjét is.

## Munkái
1. Sertum Florae territorii Nagy-Kőrösiensis. Viennae, 1862. (Különnyomat a Verhandl. der k. k. zool.-botan. Gesellschaft inWien cz. munkából).
2. Bemerkungen über einige ungarische botanische Werke. (Uo. 1862. Különnyomat a V. Z. B. G.-ből.)
3. Reliquiae Kitaibelianae. E. Manuscriptis Musei Nationalis Hungarici. (I., III., IV., VII.) Uo. 1862-63. (Különnyomat a Verhandlungen der zoologisch-botanischen Gesellschaft in Wien c. munkából.)
4. Joannis Heuffelii M. d. fragmenta monographia Caricum Hungariae, edidit in Linneae XXXI. tomo...cum tabulis duabus lithographicis. Braunschweig, 1863.
5. Geschichte der Botanik in Ungarn. (Skizzen.) Hannover, 1863.
6. Első függelék Diószegi magyar füvészkönyvéhez. (Tartalmazza Diószeginek a M. Füvész-Könyvbe tett kézirati jegyzéseit. Kiadja ... Pest, 1863. (Rendkívüli melléklet a Gyógyszerészeti Hetilaphoz.)
7. Pauli Kitaibeli additamenta ad floram Hungaricam. E manuscriptis 80. I., II., III., IV. oct. lat. de plantis Hungariae Mus. Nat. Hung. edidit ... Ex Linnaeae XXXII. tomo. Halis Saxonum, 1864.
8. Versuch einer Geschichte der ungarischen Botanik. Beigedruckt sind einige theils wenig gekannte, theils ungedruckte botanische Aufsätze ungarischer Botaniker. (Aus dem XXXIII. Bande der Linnaea besonders abgedruckt). Uo. 1865.
9. Die bisher bekannten Pflanzen Slavoniens. Ein Versuch von Sch. St. von Mueggenburg, August Kanitz und Joseph A. Knapp. Wien, 1866.
10. A magyar tartományok növényzeti viszonyai. Pest, 1866. (Különny. Hunfalvy János, Magyarország természeti viszonyai III. kötetéből.)
11. Übersicht der pflanzengeographischen Verhältnisse Ungarns, Siebenbürgens, Dalmatiens, Kroatiens und Slavoniens. Regensburg, 1867. (Az előbbeni mű német kivonata. Különny. az Auslandból.)
12. Planata Tinneanae sive descriptio plantarumin expeditione Tinneana ad flamen Bahr-el-Glasal ejusque affluentias in septemtrionali interioris Africa parte collectarum. Opus XXVII tabulis exornatum Theodori Kotschi et Joannis Peiritsch consocietatis Studiis elaboratum suis sumptibus edididerunt Alexandriae P. F. Tinne et Joannes A. Tinne. Vindobonae, 1867. Auszug besorgt von. Uo. 1868. (Különny. a Floraból.)
13. August Neilreich. Nachruf. (Berlin, 1872. Különny. a Verhandl. des botan. Ver. für Brandenburg XIII. füzetéből.)
14. Zum 28. Dec. 1871. Regensburg, 1872. (Különny. a Botan. Zeitungból.)
15. Über Urtica oblongata Koch, nebst einigen Andeutungen über andere Nesselarten. Uo. 1872. (Különny. a Flórából.)
16. Reise Erinnerungen. Nach Italien. Innsbruck, Padua Uo. 1872. (Különny. a Florából.)
17. Über Lebendig-Gebären im Pflanzenreiche. Briefliche Mittheilung an Emil Selenka. Haarlem, 1873. (Különny. a Niederländisches Archiv für Zoologie II. k. 1. füzetéből.)
18. Einige Probleme der allgemeinen Botanik. Rede gehalten bei der Eröffnung der botanischen Vorlesungen an der neugegründeten Universität in Klausenburg, Regensburg, 1873. (Különny. a Florából).
19. A természetes növényrendszer áttekintése. Kizárólagosan kolozsvári m. k. tud. egyetemi előadásai számára összeállította, Kolozsvár, 1874. (Mint kézirat nyomtatva. Eddig három kiadást ért).
20. Catalogus Cormophytorum et anthophytorum Serbiae, Bosniae, Herczegovinae, Montis Scodri, Albaniae hucusque cognitorum. Uo. 1877.
21. Expeditio Austriaco-Hungarica ad oras Asiae orientalis. I. Anthophyta quae in Japonia legit beat. Emanuel Weiss... et quae Mus. Nat. Hungarico procuravit Joannes Xantus enumerat. Bpest, 1878. (Különny. a Természetrajzi Füzetekből.)
22. Lobeliaceae. Flora Brasiliensis fasc. LXXX. 7 tábl. Lipsiae, 1878. és ebből külön: Haynaldia 1 tábl. München, 1879.
23. Plantae Romaniae huiusque cognitae. Kolozsvár, 1879-81. Három rész.
24. Reliquiae Grisebachianae. Flora Europaea. Uo. 1882.
25. A legrégibb, növényekre vonatkozó munkák czímei. Szabó Károly Régi M. Könyvtárából közölve s pár jegyzettel ellátva. Uo. 1883.
26. A stirpium nomenclator papnonicus egy ismeretlen Magyarhonban eszközölt kiadásáról. Uo. 1883.
27. Noch einmal über Joseph von Lerchenfeld und dessen botanischen Nachlass. (Aus den Verhandlungenund Mittheilungen des siebenbürgischen Vereins für Naturwissenschaften zu Hermannstadt XXXIV. Jahrg. 1884.) Hermannstadt, 1884.
28. Gróf Széchenyi Béla Közép-Ázsiai expeditiójának növénytani eredményeiről. Bpest, 1885. Székfoglaló. (Értekezések a term. tud. köréből XV. 2.)
29. A növénytannak magyar nyelven való műveléséről. Kolozsvár, 1887.
30. Emlékbeszéd Reichardt Henrik Vilmos felett. Bpest, 1889. (Emlékbeszédek V. 6.)
31. Haynald Lajos bibornok, mint botanikus. Félszázados papi jubilaeuma alkalmából. Pozsony, 1889. (Különnyomat a Haynald-Albumból.)
32. Megemlékezés Hedwig Jánosról. (Kolozsvár, 1893.)

Kéziratban maradt: terjedelmesebb modern Általános növénytana (400 lap).